# Scott Z. Burns
Scott Z. Burns (Golden Valley, 17 luglio 1962) è uno sceneggiatore, regista e produttore cinematografico statunitense.

## Biografia
Burns si è laureato nel 1985 nell'Università del Minnesota. È noto per aver scritto sceneggiature per The Bourne Ultimatum - Il ritorno dello sciacallo (2007), The Informant! (2009), e Contagion (2011), tutti con la partecipazione di Matt Damon. È inoltre il produttore del documentario Premio Oscar Una scomoda verità.

## Filmografia

### Sceneggiatore
- Plutonio 239 - Pericolo invisibile (Pu-239), regia di Scott Z. Burns (2006)
- The Bourne Ultimatum - Il ritorno dello sciacallo (The Bourne Ultimatum), regia di Paul Greengrass (2007)
- The Informant!, regia di Steven Soderbergh (2009)
- Contagion, regia di Steven Soderbergh (2011)
- Effetti collaterali (Side Effects), regia di Steven Soderbergh (2013)
- Il mistero di Donald C. (The Mercy), regia di James Marsh (2018)
- The Report, regia di Scott Z. Burns (2019)
- Panama Papers (The Laundromat), regia di Steven Soderbergh (2019)

### Regista
- Plutonio 239 - Pericolo invisibile (Pu-239) (2006)
- The Report (2019)

### Produttore
- Una scomoda verità (An Inconvenient Truth), regia di Davis Guggenheim (2006)
- Effetti collaterali (Side Effects), regia di Steven Soderbergh (2013)
- Una scomoda verità 2 (An Inconvenient Sequel: Truth to Power), regia di Bonni Cohen e Jon Shenk (2017)
- Il mistero di Donald C. (The Mercy), regia di James Marsh (2018)
- The Report, regia di Scott Z. Burns (2019)
- Panama Papers (The Laundromat), regia di Steven Soderbergh (2019)
- Dune: Prophecy – serie TV (2024)